# Phalia
Phalia est une ville du Pakistan, dans le district de Mandi Bahauddin de la province du Pendjab.
Alexandre le Grand et son armée sont passés à Phalia où le roi aurait peut-être fondé la ville de Bucéphalie à l'endroit de la mort de son cheval Bucéphale, qui a donné son nom à la cité de Bucéphalie.
La population de la ville a été multipliée par plus de six entre 1972 et 2017 selon les recensements officiels, passant de 8 565 habitants à 52 855. Entre 1998 et 2017, la croissance annuelle moyenne s'affiche à 4,8 %, largement supérieure à la moyenne nationale de 2,4 %. Selon le recensement de 2023, la population de la ville monte à 62 453 habitants.
Près de 87 % des habitants parlent le pendjabi, tandis qu'environ 8 % des habitants ont l'ourdou pour langue maternelle et 4 % le pachto.
Essentiellement musulmane, la ville inclut une petite minorité chrétienne, comptant environ 800 fidèles.
Le taux d'alphabétisation de la ville s'élève à 80 % en 2023 (contre une moyenne nationale de 61 %), dont 84 % pour les hommes et 77 % pour les femmes.
|            | 1972 (rec.) | 1981 (rec.) | 1998 (rec.) | 2017 (rec.) | 2023 (rec.) |
| ---------- | ----------- | ----------- | ----------- | ----------- | ----------- |
| Population | 8 565       | 13 193      | 21 678      | 52 855      | 62 453      |